# Orane Demazis
Orane Demazis, pseudoniem van Henriette Marie Louise Burgart, (Oran, 4 september 1894 - Boulogne-Billancourt, 25 december 1991) was een Franse actrice.
Haar naam blijft voor eeuwig verbonden met Marcel Pagnol, in wiens films ze meermaals een hoofdrol vertolkte. Vooral haar rol van Fanny, het jonge verkoopstertje van schelpdieren met het tragisch gezicht, maakte haar onsterfelijk.

## Leven en werk

### Afkomst en opleiding
Orane Demazis werd in Oran geboren in een gezin dat afkomstig was uit de Elzas en zich omstreeks 1870 in Algerije gevestigd had. Haar artiestennaam koos ze met in het achterhoofd haar geboortestad en Mazis (Maghnia), een Algerijnse stad ten zuidwesten van Oran. Ze volgde het middelbaar onderwijs in haar geboortestad, daarna in Parijs waarheen de familie verhuisde na het overlijden van de vader. Daar schreef ze zich in 1919 in aan het Conservatoire d'art dramatique de Paris. Toen ze afstudeerde in 1922 sloot ze zich aan bij het Théâtre de l'Atelier, een theatergezelschap geleid door Charles Dullin. Ze was er vijf jaar actief en speelde in stukken van Alfred de Musset, Prosper Mérimée, Pirandello . 

### Ontmoeting met Marcel Pagnol
Bij Dullin werd ze opgemerkt door Marcel Pagnol, ontmoeting die haar leven en carrière in een stroomversnelling bracht. Ze werden verliefd op elkaar en Pagnol gaf haar een eerste rol in zijn toneelstuk Jazz. Speciaal voor haar creëerde hij het personage van Fanny voor Marius (1929), Fanny (1931) en César (1946), de drie luiken van zijn Marseille-trilogie. De eerste twee delen werden spoedig verfilmd, het derde deel werd door Pagnol op het witte doek gebracht vooraleer het in het theater opgevoerd werd. Demazis vertolkte Fanny zowel op de planken als op het grote scherm. 
De tandem Pagnol-Demazis bleek heel succesrijk. Pagnol regisseerde haar dan ook in de drama's Angèle (1934) en Regain (1937), beide gebaseerd op werk van zijn streekgenoot Jean Giono. Vooraleer hij definitief met haar brak trad ze nog op in zijn komedie Le Schpountz (1938). In die films was ze telkens te zien aan de zijde van Fernandel.

### Windstilte
Door de breuk met Pagnol en door het uitbreken van de Tweede Wereldoorlog geraakte haar carrière op een zijspoor. Ze was nog maar zelden te zien, onder meer in drie films die zich in de Provence afspeelden, haar favoriete filmlocatie. Daarna volgde een lange, amper onderbroken windstilte. 

### Bescheiden comeback
Pas in de jaren zeventig maakte ze een bescheiden comeback. Ze werd gevraagd door filmauteurs zoals Luis Buñuel, André Téchiné en René Allio. Ook de televisiewereld deed enkele keren een beroep op haar. Zo was ze te zien in de knappe verfilming van de autobiografische roman van Colette, La Naissance du jour, de enige televisiefilm die Jacques Demy ooit verwezenlijkte.

### Privéleven
Ze deelde haar leven met Pagnol van 1925 tot 1938. Ze kreeg een zoon van hem, de schilder en schrijver Jean-Pierre Burgart, geboren in 1933.
Orane Demazis overleed in 1991 op 97-jarige leeftijd in Parijs.

## Filmografie

### Lange speelfilms
- 1931 - Marius (Alexander Korda)
- 1932 - Fanny (Marc Allégret)
- 1934 - Angèle (Marcel Pagnol)
- 1934 - Les Misérables (Raymond Bernard) (drie delen)
- 1936 - César (Marcel Pagnol)
- 1937 - Regain (Marcel Pagnol)
- 1938 - Le Schpountz (Marcel Pagnol)
- 1938 - Le Moulin dans le soleil (Marc Didier)
- 1939 - Le Feu de paille (Jean Benoît-Lévy)
- 1942 - Le Mistral (Jacques Houssin)
- 1948 - Bagarres (Henri Calef)
- 1952 - La Caraque blonde (Jacqueline Audry)
- 1957 - Jusqu'au dernier (Pierre Billon)
- 1957 - Le Cas du docteur Laurent (Jean-Paul Le Chanois)
- 1958 - Police judiciaire (Maurice de Canonge)
- 1968 - Au pan coupé (Guy Gilles)
- 1973 - Rude Journée pour la reine (René Allio)
- 1974 - Le Fantôme de la liberté (Luis Buñuel)
- 1975 - Souvenirs d'en France (André Téchiné)
- 1980 - Bastien, Bastienne (Michel Andrieu)

### Televisiefilms
- 1973 - L'équipe (Jean-Pierre Grenier)
- 1974 - L'amour triste (F. Martin)
- 1975 - La simple histoire d'un merveilleux poste de télévision (Armand Ridet)
- 1980 - La Naissance du jour (Jacques Demy)

- Bibliothèque nationale de France: cb146537907 (data)
- Gemeinsame Normdatei: 1082394319
- International Standard Name Identifier: 0000 0003 8268 1729
- Library of Congress Control Number: no00028756
- MusicBrainz: 72254105-e6ca-4abd-ab65-d9d26441d8ce
- Nationale Bibliotheek van Israël: 987007404326405171
- Système universitaire de documentation: 03537618X
- Virtual International Authority File: 266880594
- WorldCat: E39PCjKdYddq4vwtP4JhGmKcKb